# مركز تشانغجو الرياضي الأولمبي
مركز تشانغجو الرياضي الأولمبي (بالصينية: 常州奥林匹克体育中心) هو ملعب متعدد الاستخدامات يقع في الصين، يتسع لـ 38000 متفرج. يستخدم حاليا للاستضافة أحداث مختلفة كمسابقات ألعاب القوى والحفلات. افتتح الملعب في 2008.